# Комиссия при президенте Российской Федерации по государственным наградам
Комиссия при президенте Российской Федерации по государственным наградам (до 2 декабря 2008 года — Комиссия по государственным наградам при президенте Российской Федерации) — консультативный орган при президенте Российской Федерации, обеспечивающий реализацию его конституционных полномочий по решению вопросов награждения государственными наградами Российской Федерации и присвоения почётных званий Российской Федерации.

## Из истории Комиссии
Комиссия (как Комиссия по государственным наградам при президенте Российской Федерации) была создана на основании указа президента РСФСР от 29 декабря 1991 года № 343.
До её создания действовала Комиссия Президиума Верховного Совета РСФСР по государственным наградам, образованная в 1990 году и упразднённая 28 декабря 1991 года.
Положение о Комиссии впервые было утверждено распоряжением президента от 27 января 1992 года № 34-рп, утверждено в новой редакции Указом президента РФ от 7 февраля 1995 года № 105; Указом президента РФ от 2 декабря 2008 г. № 1712 Комиссия получила нынешнее наименование и новую редакцию Положения о ней, действующую в настоящее время.

## Задачи Комиссии
В соответствии с Положением, основными задачами Комиссии являются:
- рассмотрение представлений о награждении государственными наградами, внесённых президенту Российской Федерации;
- представление Президенту Российской Федерации заключений о награждении государственными наградами, восстановлении в правах на государственные награды;
- решение вопросов о выдаче дубликатов орденов, медалей, знаков отличия, нагрудных знаков к почётным званиям, передаче государственных наград и документов о награждении в государственные и муниципальные музеи для постоянного хранения и экспонирования;
- рассмотрение вопросов совершенствования системы государственных наград;
- выполнение отдельных поручений президента Российской Федерации по вопросам награждения государственными наградами.

## Структура Комиссии
В состав Комиссии входят председатель Комиссии, два его заместителя, ответственный секретарь и члены Комиссии, которые принимают участие в её деятельности на общественных началах.
Председателем Комиссии является помощник президента Российской Федерации.

## Организация деятельности Комиссии
Заседания Комиссии проводятся по мере необходимости, но не реже одного раза в три месяца.
Заседания Комиссии считаются правомочными, если на них присутствует более половины её членов.
Заседания Комиссии ведёт председатель Комиссии, а в случае его отсутствия — один из заместителей председателя Комиссии по поручению председателя Комиссии.
Решения Комиссии и президиума Комиссии принимаются большинством голосов присутствующих на заседании членов Комиссии. При равенстве голосов принятым считается решение, за которое проголосовал председательствующий на заседании.
Решения Комиссии оформляются протоколом, который подписывается председательствующим на заседании и ответственным секретарём Комиссии.
В исключительных случаях по поручению председателя Комиссии допускается принятие решения Комиссии путём персонального опроса членов Комиссии. Такие решения оформляются протоколом Комиссии, который подписывается ответственным секретарём Комиссии и утверждается председателем Комиссии.
Материально-техническое, правовое, информационное и документационное обеспечение деятельности Комиссии осуществляют Управление делами президента Российской Федерации и соответствующие самостоятельные подразделения Администрации президента Российской Федерации.

## Состав Комиссии, утверждённый распоряжением Президента Российской Федерации от 27 января 1992 г. № 34-рп
1. Сивова Нина Алексеевна — председатель Комиссии, народный депутат Российской Федерации (назначена председателем Комиссии Указом президента РСФСР от 29 декабря 1991 г. № 343)
2. Бугримов Анатолий Львович — заместитель председателя Комиссии, народный депутат Российской Федерации, полковник, преподаватель Военной академии имени Ф. Э. Дзержинского
3. Белова Валентина Алексеевна — начальник отдела по государственным наградам Государственно-правового управления президента Российской Федерации
4. Емельянов Алексей Михайлович — профессор, доктор экономических наук, заведующий кафедрой экономики сельского хозяйства МГУ имени М. В. Ломоносова, академик ВАСХНИЛа
5. Калинин Владимир Васильевич — заместитель генерального директора по кадрам Московского автомобильного завода имени И. А. Лихачёва (производственное объединение «ЗИЛ»)
6. Красильников Владилен Дмитриевич — профессор Московского архитектурного института, член-корреспондент Российской Академии художеств, заслуженный архитектор Российской Федерации
7. Можейко Игорь Всеволодович — ведущий научный сотрудник Института востоковедения Российской Академии наук, доктор исторических наук
8. Панферов Борис Викторович — заместитель министра юстиции Российской Федерации
9. Смирнов Равик Михайлович — народный депутат Российской Федерации, член Верховного Совета Российской Федерации, заместитель председателя Комиссии Совета национальностей по вопросам развития культуры, языка, национальных традиций, охраны исторического наследия
10. Табаков Олег Павлович — народный артист СССР, ректор и профессор школы-студии (вуз) при МХАТ имени Чехова, руководитель театра-студии О. П. Табакова
11. Шустов Станислав Павлович — народный депутат Российской Федерации, секретарь Комитета Верховного Совета Российской Федерации по правам человека

## Состав Комиссии, утверждённый Указом президента Российской Федерации от 7 февраля 1995 г. № 105
1. Сивова Нина Алексеевна — руководитель Службы государственных наград президента Российской Федерации (председатель Комиссии)
2. Смирнов Равик Михайлович — заместитель руководителя Службы государственных наград президента Российской Федерации (заместитель председателя Комиссии)
3. Андреев Александр Федорович — вице-президент Российской академии наук, академик
4. Белова Валентина Алексеевна — заместитель руководителя Службы государственных наград президента Российской Федерации — начальник отдела подготовки материалов о награждении
5. Беляков Ростислав Аполлосович — генеральный конструктор авиационного научно-промышленного комплекса «МИГ» имени А. И. Микояна, академик
6. Зеленецкий Александр Степанович — председатель колхоза «Борец»
7. Золотарев Владимир Антонович — начальник Института военной истории Минобороны России, генерал-майор, доктор исторических наук
8. Калинин Николай Николаевич — художественный руководитель и главный дирижёр Государственного академического народного оркестра имени Н. П. Осипова, народный артист Российской Федерации
9. Кожокин Евгений Михайлович — директор Института стратегических исследований, кандидат исторических наук
10. Красильников Владилен Дмитриевич — профессор Московского архитектурного института, член-корреспондент Российской академии художеств, заслуженный архитектор Российской Федерации
11. Можейко Игорь Всеволодович — ведущий научный сотрудник Института востоковедения Российской академии наук, доктор исторических наук
12. Смоленский Александр Павлович — президент акционерного коммерческого банка «Столичный банк сбережений»
13. Степанов Анатолий Михайлович — заместитель министра юстиции Российской Федерации
14. Табаков Олег Павлович — ректор школы-студии при МХАТ имени Чехова, профессор, руководитель Театра-студии О. П. Табакова, народный артист СССР
15. Толстой Никита Ильич — член президиума Российской академии наук, заместитель академика-секретаря отделения литературы и языка, академик

## Состав Комиссии, утверждённый Указом президента Российской Федерации от 22 марта 1999 г. № 376

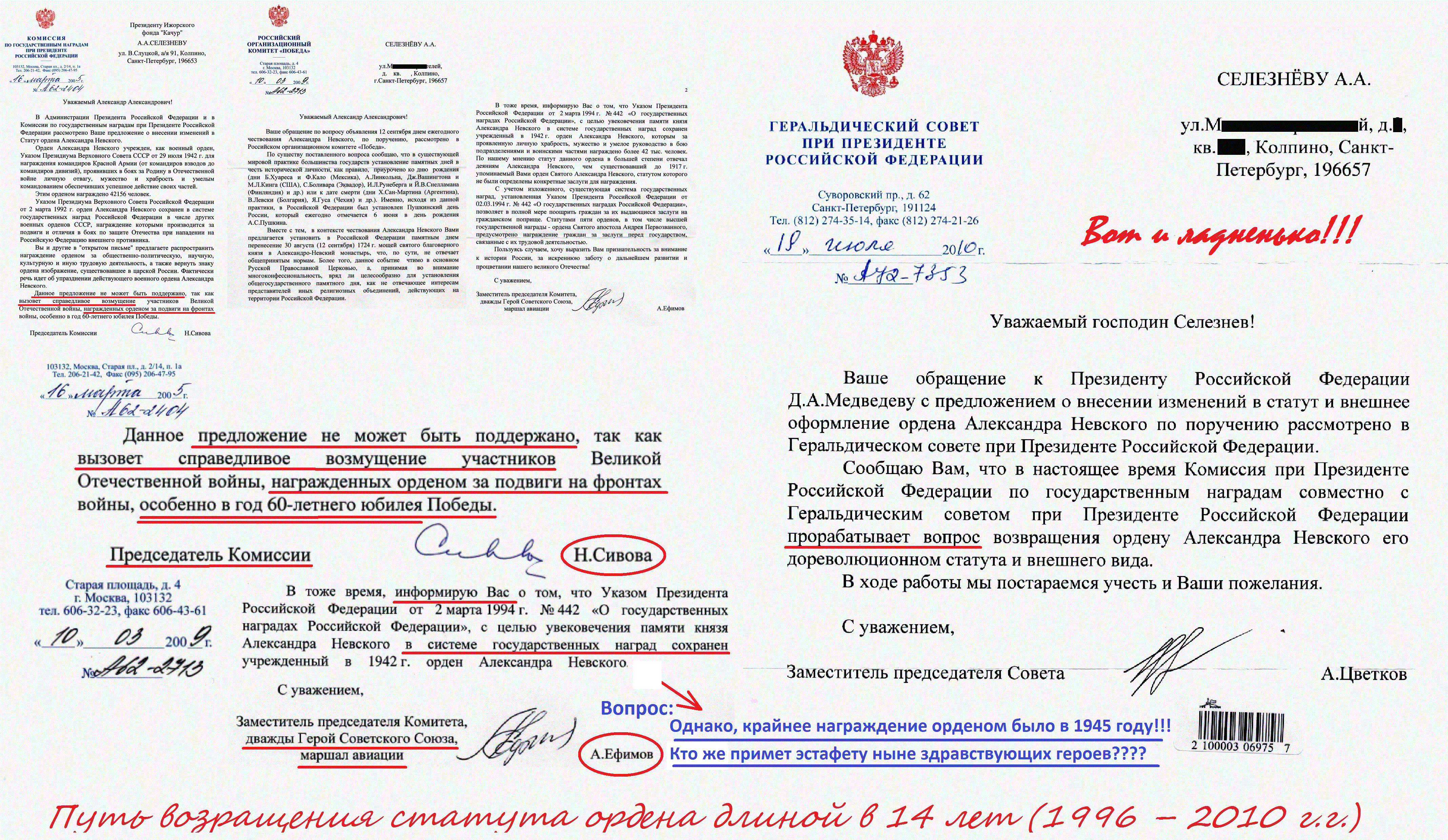
Отказ Н. А. Сивовой от 2005 года о включении ордена Александра Невского в государственную наградную систему Российской Федерации. Орден был вновь включён в наградную систему в 2010 году. Также ответы А. Н. Ефимова (2009) и Геральдического совета (2010).

1. Сивова Нина Алексеевна — начальник Управления президента Российской Федерации по государственным наградам (председатель Комиссии)
2. Смирнов Равик Михайлович — первый заместитель начальника Управления президента Российской Федерации по государственным наградам (заместитель председателя Комиссии)
3. Андреев Александр Федорович — вице-президент Российской академии наук, академик
4. Белова Валентина Алексеевна — заместитель начальника Управления президента Российской Федерации по государственным наградам — начальник отдела подготовки документов о награждении
5. Белянский Владимир Протасович — вице-президент Российской экономической академии имени Г. В. Плеханова, доктор экономических наук
6. Гулько Юрий Александрович — генеральный директор акционерного общества «Метровагонмаш»
7. Жуков Василий Иванович — ректор Московского государственного социального университета, доктор исторических наук, профессор, заслуженный деятель науки Российской Федерации
8. Зеленецкий Александр Степанович — председатель колхоза «Борец»
9. Калинин Николай Николаевич — художественный руководитель и главный дирижёр Национального академического оркестра народных инструментов России имени Н. П. Осипова, народный артист Российской Федерации
10. Кожокин Евгений Михайлович — директор Института стратегических исследований, кандидат исторических наук
11. Кондрашов Борис Петрович — заместитель министра юстиции Российской Федерации — главный судебный пристав Российской Федерации
12. Красильников Владилен Дмитриевич — профессор Московского архитектурного института, член-корреспондент Российской академии художеств, заслуженный архитектор Российской Федерации
13. Можейко Игорь Всеволодович — ведущий научный сотрудник Института востоковедения Российской академии наук, доктор исторических наук
14. Панкратьев В. П. — советник Управления президента Российской Федерации по государственным наградам (ответственный секретарь Комиссии)
15. Радул Николай Николаевич — первый заместитель начальника Главного управления кадров Минобороны России, генерал-лейтенант
16. Табаков Олег Павлович — ректор школы-студии при МХАТ имени Чехова, профессор, руководитель Театра-студии О. П. Табакова, народный артист СССР

## Состав Комиссии, утверждённый Указом президента Российской Федерации от 2 декабря 2008 г. № 1712
1. Нарышкин Сергей Евгеньевич — руководитель Администрации президента Российской Федерации (председатель Комиссии)
2. Марков Олег Александрович — помощник президента Российской Федерации (заместитель председателя Комиссии)
3. Собянин Сергей Семенович — заместитель председателя Правительства Российской Федерации — руководитель Аппарата правительства Российской Федерации (заместитель председателя Комиссии)
4. Осипов Владимир Борисович — начальник Управления президента Российской Федерации по кадровым вопросам и государственным наградам (ответственный секретарь Комиссии), в соответствии с Указом Президента Российской Федерации от 25 сентября 2010 г. № 1179 — начальник Управления президента Российской Федерации по государственным наградам (ответственный секретарь Комиссии)
5. Андреев Александр Федорович — вице-президент Российской академии наук
6. Булаев Николай Иванович — руководитель Рособразования
7. Бусыгин Андрей Евгеньевич — заместитель министра культуры Российской Федерации
8. Волков, Юрий Николаевич — заместитель председателя Государственной Думы Федерального Собрания Российской Федерации (по согласованию)
9. Звягинцев Александр Григорьевич — заместитель Генерального прокурора Российской Федерации (по согласованию)
10. Лаптев Юрий Константинович — советник президента Российской Федерации
11. Ловырев Евгений Николаевич — руководитель Службы организационно-кадровой работы ФСБ России
12. Лукин Владимир Петрович — уполномоченный по правам человека в Российской Федерации (по согласованию)
13. Мезенцев Дмитрий Федорович — заместитель председателя Совета Федерации Федерального Собрания Российской Федерации (по согласованию)
14. Мовчан Сергей Николаевич — аудитор Счётной палаты Российской Федерации (по согласованию)
15. Нестеренко Василий Игоревич — действительный член Российской академии художеств
16. Панков, Николай Александрович — статс-секретарь — заместитель министра обороны Российской Федерации
17. Пржездомский Андрей Станиславович — член Общественной палаты Российской Федерации (по согласованию)
18. Примаков Евгений Максимович — президент Торгово-промышленной палаты Российской Федерации (по согласованию), в соответствии с Указом Президента Российской Федерации от 11 июня 2011 г. № 788 — директор-организатор учреждения Российской академии наук Центр ситуационного анализа РАН
19. Смирный Александр Михайлович — заместитель министра внутренних дел Российской Федерации
20. Шахназаров Карен Георгиевич — генеральный директор федерального государственного унитарного предприятия «Киноконцерн „Мосфильм“»

Указом президента Российской Федерации от 25 сентября 2010 г. № 1179 из состава Комиссии исключены Булаев Н. И., Мезенцев Д. Ф., Пржездомский А. С., Смирный А. М.; в состав Комиссии включены:
1. Герасимов Сергей Александрович — заместитель министра внутренних дел Российской Федерации
2. Дементьев Андрей Владимирович — заместитель министра промышленности и торговли Российской Федерации
3. Дубик Сергей Николаевич — начальник Управления президента Российской Федерации по вопросам государственной службы и кадров
4. Манылов Игорь Евгеньевич — заместитель министра экономического развития Российской Федерации
5. Сентюрин Юрий Петрович — заместитель министра образования и науки Российской Федерации, в соответствии с Указом Президента Российской Федерации от 11 июня 2011 г. № 788 — статс-секретарь — заместитель министра энергетики Российской Федерации
6. Скворцова Вероника Игоревна — заместитель министра здравоохранения и социального развития Российской Федерации
7. Торшин Александр Порфирьевич — первый заместитель председателя Совета Федерации Федерального Собрания Российской Федерации (по согласованию)

Указом президента Российской Федерации от 9 ноября 2010 г. № 1412 из состава Комиссии исключён Собянин С. С.; в состав Комиссии включён Володин Вячеслав Викторович — заместитель председателя Правительства Российской Федерации — руководитель Аппарата правительства Российской Федерации (заместитель председателя Комиссии)
Указом Президента Российской Федерации от 11 июня 2011 г. № 788 в состав Комиссии включены:
1. Алдошин Олег Николаевич — заместитель министра сельского хозяйства Российской Федерации
2. Аристов Сергей Алексеевич — статс-секретарь — заместитель министра транспорта Российской Федерации
3. Донской Сергей Ефимович — заместитель министра природных ресурсов и экологии Российской Федерации
4. Духовницкий Олег Геннадьевич — заместитель министра связи и массовых коммуникаций Российской Федерации
5. Мазуренко Сергей Николаевич — заместитель министра образования и науки Российской Федерации
6. Ширвиндт Александр Анатольевич — художественный руководитель государственного учреждения культуры города Москвы «Московский академический театр сатиры» (по согласованию)

Указом Президента Российской Федерации от 14 февраля 2012 г. № 183 из состава Комиссии исключены Волков Ю. Н., Володин В. В., Нарышкин С. Е., Сентюрин Ю. П.; в состав Комиссии включены:
1. Иванов Сергей Борисович — руководитель Администрации президента Российской Федерации (председатель Комиссии)
2. Вайно Антон Эдуардович — министр Российской Федерации — руководитель Аппарата правительства Российской Федерации (заместитель председателя Комиссии)
3. Габдрахманов Ильдар Нуруллович — председатель Комитета Государственной Думы по Регламенту и организации работы Государственной Думы (по согласованию)
4. Денисов, Андрей Иванович — первый заместитель министра иностранных дел Российской Федерации
5. Колобков Павел Анатольевич — заместитель министра спорта, туризма и молодёжной политики Российской Федерации

## Состав Комиссии, утверждённый Указом президента Российской Федерации от 25 августа 2012 г. № 1217
1. Школов Евгений Михайлович — помощник президента Российской Федерации (председатель Комиссии)
2. Осипов Владимир Борисович — начальник Управления президента Российской Федерации по государственным наградам (заместитель председателя Комиссии)
3. Латыпов Рустям Шарифович — заместитель начальника Управления Президента Российской Федерации по государственным наградам (ответственный секретарь Комиссии)
4. Андреев Александр Федорович — вице-президент Российской академии наук (по согласованию)
5. Антонова Ирина Александровна — директор федерального государственного бюджетного учреждения культуры «Государственный музей изобразительных искусств имени А. С. Пушкина» (по согласованию)
6. Аристов Сергей Алексеевич — статс-секретарь — заместитель министра транспорта Российской Федерации
7. Белоконев Сергей Юрьевич — руководитель Федерального агентства по делам молодёжи
8. Бусыгин Андрей Евгеньевич — заместитель министра культуры Российской Федерации
9. Габдрахманов Ильдар Нуруллович — председатель Комитета Государственной Думы по Регламенту и организации работы Государственной Думы (по согласованию)
10. Герасимов Сергей Александрович — заместитель министра внутренних дел Российской Федерации
11. Денисов, Андрей Иванович — Первый заместитель министра иностранных дел Российской Федерации
12. Долгих Владимир Иванович — председатель Московской городской общественной организации пенсионеров, ветеранов войны, труда, Вооружённых Сил и правоохранительных органов (по согласованию)
13. Звягинцев Александр Григорьевич — заместитель Генерального прокурора Российской Федерации (по согласованию)
14. Каграманян Игорь Николаевич — заместитель министра здравоохранения Российской Федерации
15. Камболов Марат Аркадьевич — заместитель министра образования и науки Российской Федерации
16. Кикоть Владимир Яковлевич — начальник Управления президента Российской Федерации по вопросам государственной службы и кадров
17. Королев Павел Эдуардович — заместитель министра экономического развития Российской Федерации
18. Кришталь Давид Михайлович — заместитель председателя Федерации независимых профсоюзов России (по согласованию)
19. Левицкая Александра Юрьевна — первый заместитель Руководителя Аппарата Правительства Российской Федерации
20. Ловырев Евгений Николаевич — руководитель Службы организационно-кадровой работы ФСБ России
21. Лукин Владимир Петрович — уполномоченный по правам человека в Российской Федерации (по согласованию)
22. Островский Михаил Владимирович — первый заместитель секретаря Общественной палаты Российской Федерации (по согласованию)
23. Панков, Николай Александрович — статс-секретарь — заместитель министра обороны Российской Федерации
24. Паршикова Наталья Владимировна — статс-секретарь — заместитель министра спорта Российской Федерации
25. Пудов Андрей Николаевич — статс-секретарь — заместитель министра труда и социальной защиты Российской Федерации
26. Толстой Владимир Ильич — советник президента Российской Федерации
27. Тюльпанов Вадим Альбертович — председатель Комитета Совета Федерации по Регламенту и организации парламентской деятельности (по согласованию)
28. Шахназаров Карен Георгиевич — генеральный директор федерального государственного унитарного предприятия «Киноконцерн „Мосфильм“» (по согласованию)
29. Ширвиндт Александр Анатольевич — художественный руководитель государственного учреждения культуры города Москвы «Московский академический театр сатиры» (по согласованию)
30. Шохин Александр Николаевич — президент Общероссийской общественной организации «Российский союз промышленников и предпринимателей» (по согласованию)

Указом Президента Российской Федерации от 20 апреля 2013 г. № 365 из состава Комиссии исключена Левицкая А. Ю.; в состав Комиссии включён Лобанов Иван Васильевич — заместитель руководителя Аппарата правительства Российской Федерации
Указом Президента Российской Федерации от 29 октября 2013 г. № 811 из состава Комиссии исключены Антонова И. А., Бусыгин А. Е., Габдрахманов И. Н., Денисов А. И., Кикоть В. Я.; в состав Комиссии включены:
1. Ивлиев Григорий Петрович — статс-секретарь — заместитель министра культуры Российской Федерации
2. Копылов Василий Васильевич — заместитель министра регионального развития Российской Федерации
3. Манылов Игорь Евгеньевич — первый заместитель министра сельского хозяйства Российской Федерации
4. Попов, Сергей Александрович — председатель Комитета Государственной Думы по Регламенту и организации работы Государственной Думы (по согласованию)
5. Титов Владимир Геннадиевич — первый заместитель министра иностранных дел Российской Федерации
6. Урин Владимир Георгиевич — генеральный директор федерального государственного бюджетного учреждения культуры «Государственный академический Большой театр России»
7. Федоров Антон Юрьевич — начальник Управления президента Российской Федерации по вопросам государственной службы и кадров
8. Хабриева Талия Ярулловна — вице-президент Российской академии наук

## Текущий состав
1. Миронов Дмитрий Юрьевич — помощник президента Российской Федерации (председатель Комиссии)
2. Осипов Владимир Борисович — начальник Управления президента Российской Федерации по государственным наградам (заместитель председателя Комиссии)
3. Зубков Сергей Вячеславович — заместитель начальника Управления президента Российской Федерации по государственным наградам (ответственный секретарь Комиссии)
4. Байсултанов Одес Хасаевич — заместитель министра спорта Российской Федерации
5. Бондаренко Анастасия Борисовна — статс-секретарь — заместитель министра энергетики Российской Федерации
6. Гатагова Ольга Анатольевна — заместитель министра сельского хозяйства Российской Федерации
7. Герасимов Сергей Александрович — заместитель директора — начальник службы СВР России
8. Глаголев Алексей Владимирович — заместитель руководителя аппарата Счётной палаты Российской Федерации (по согласованию)
9. Забарчук Евгений Леонидович — первый заместитель министра юстиции Российской Федерации
10. Кадочников Павел Анатольевич — заместитель министра финансов Российской Федерации
11. Корнев Иван Александрович — заместитель директора Росфинмониторинга
12. Корнеев Андрей Алексеевич — статс-секретарь — заместитель министра просвещения Российской Федерации
13. Кришталь Давид Михайлович — заместитель председателя Федерации независимых профсоюзов России (по согласованию)
14. Москалькова Татьяна Николаевна — уполномоченный по правам человека в Российской Федерации (по согласованию)
15. Муценек Юрий Петрович — статс-секретарь — заместитель министра строительства и жилищно-коммунального хозяйства Российской Федерации
16. Обрывалин Сергей Геннадиевич — первый заместитель министра культуры Российской Федерации
17. Осьмаков Василий Сергеевич — первый заместитель министра промышленности и торговли Российской Федерации
18. Палько Леонид Леонидович — генеральный директор общества с ограниченной ответственностью «Издательство «ВЕЧЕ» (по согласованию)
19. Плохой Олег Анатольевич — статс-секретарь — заместитель директора Росгвардии – главнокомандующего войсками национальной гвардии Российской Федерации
20. Пономарёв Юрий Александрович — заместитель Генерального прокурора Российской Федерации (по согласованию)
21. Пудов Андрей Николаевич — статс-секретарь — заместитель министра труда и социальной защиты Российской Федерации
22. Руденко Алёна Васильевна — статс-секретарь — заместитель министра цифрового развития, связи и массовых коммуникаций Российской Федерации
23. Савастьянова Ольга Викторовна — руководитель Секретариата председателя Государственной Думы Федерального Собрания Российской Федерации (по согласованию)
24. Секиринский Денис Сергеевич — заместитель министра науки и высшего образования Российской Федерации
25. Семенова Татьяна Владимировна — заместитель министра здравоохранения Российской Федерации
26. Симоненко Владимир Александрович — начальник Экспертного управления президента Российской Федерации
27. Тимченко Вячеслав Степанович — председатель Комитета Совета Федерации по Регламенту и организации парламентской деятельности (по согласованию)
28. Толстой Владимир Ильич — советник президента Российской Федерации
29. Торосов Илья Эдуардович — первый заместитель министра экономического развития Российской Федерации
30. Травников Максим Александрович — начальник Управления президента Российской Федерации по вопросам государственной службы, кадров и противодействия коррупции
31. Урин Владимир Георгиевич — генеральный директор федерального государственного бюджетного учреждения культуры «Государственный академический Большой театр России»
32. Хабриева Талия Ярулловна — директор федерального государственного научно-исследовательского учреждения «Институт законодательства и сравнительного правоведения при Правительстве Российской Федерации», академик Российской академии наук
33. Чалик Игорь Петрович — заместитель министра транспорта Российской Федерации
34. Шахназаров Карен Георгиевич — генеральный директор федерального государственного унитарного предприятия «Киноконцерн „Мосфильм“»
35. Шевченко Игорь Викторович — заместитель руководителя Аппарата правительства Российской Федерации
36. Шишкалов Сергей Александрович — руководитель Службы организационно-кадровой работы ФСБ России

## Президиум Комиссии
Создавался в 2008—2012 годах.
Президиум Комиссии:
- рассматривал внесённые президенту Российской Федерации представления о награждении государственными наградами видных государственных и общественных деятелей, широко известных деятелей науки, культуры и искусства;
- рассматривал внесённые президенту Российской Федерации представления о награждении орденом Святого апостола Андрея Первозванного, орденом Святого Георгия, орденом «За заслуги перед Отечеством» I, II и III степени, орденом «Родительская слава», а также о присвоении звания Героя Российской Федерации, почётных званий «Народный артист Российской Федерации», «Народный архитектор Российской Федерации», «Народный учитель Российской Федерации» и «Народный художник Российской Федерации»;
- информировал президента Российской Федерации о внесённых представлениях, относящихся к компетенции президиума.

Состав президиума Комиссии, утверждённый Указом Президента Российской Федерации от 2 декабря 2008 г. № 1712: Нарышкин С. Е. (председатель президиума Комиссии), Марков О. А. (заместитель председателя президиума Комиссии), Собянин С. С. (заместитель председателя президиума Комиссии), Осипов В. Б. (ответственный секретарь президиума Комиссии), Андреев А. Ф., Бусыгин А. Е., Волков Ю. Н., Мезенцев Д. Ф., Пржездомский А. С.
Указом Президента Российской Федерации от 25 сентября 2010 г. № 1179 из состава президиума Комиссии исключены Мезенцев Д. Ф. и Пржездомский А. С.; в состав президиума Комиссии включены Дубик С. Н. и Торшин А. П.
Указом Президента Российской Федерации от 9 ноября 2010 г. № 1412 из состава президиума Комиссии исключён Собянин С. С.; в состав президиума Комиссии включён Володин В. В. (заместитель председателя президиума Комиссии)
Указом Президента Российской Федерации от 14 февраля 2012 г. № 183 из состава президиума Комиссии исключены Волков Ю. Н., Володин В. В., Нарышкин С. Е.; в состав президиума Комиссии включены Иванов С. Б. (председатель президиума Комиссии), Вайно А. Э. (заместитель председателя президиума Комиссии), Габдрахманов И. Н.